# 廣神聖哉
廣神 聖哉（ひろかみ せいや、1989年8月19日 - ）は、群馬県前橋市出身の元プロ野球選手（捕手）。右投左打。NPBでは育成選手であった。

## 経歴

### 学生時代
前橋育英高入学後から、捕手に専念。3年時の夏は、群馬県予選準決勝で桐生第一高のエース藤岡貴裕に4打数無安打に抑えられ甲子園出場を絶たれた。

### 独立リーグ時代
ベースボール・チャレンジ・リーグに2008年より加盟した群馬ダイヤモンドペガサスに、創設当初の入団選手となる。
2010年シーズンから、登録名を「聖哉」に変更。
2011年は、11本塁打を放ち、リーグ1位に1本差に迫る2位であった。同年のベストナインに捕手部門で選出された。
2011年10月27日、プロ野球ドラフト会議で、長打力と二塁への送球1.9秒の強肩が評価され、阪神タイガースから育成1位指名を受けた。同会議では、チームメイトの清水貴之が福岡ソフトバンクホークスから育成4位指名を受けており、2人揃って群馬ダイヤモンドペガサスから初のドラフト指名選手となった。11月23日、支度金200万円、年俸300万円で仮契約を結んだ。背番号は128。

### 阪神時代
2012年は、故障により戦線を離脱するなど、アピールすることができず、ウエスタン・リーグでは出場なしに終わった。10月23日に、支配下選手への登録に至らないまま、わずか1年で戦力外通告を受けた。10月31日、自由契約公示された。

### 独立リーグ復帰
2013年11月14日に群馬ダイヤモンドペガサスへの復帰が発表された。
2014年10月21日、現役を引退することが発表された。

## 詳細情報

### 年度別打撃成績
- 一軍公式戦出場なし

### 独立リーグでの打撃成績
| 年 度     | 球 団     | 試 合 | 打 数 | 得 点 | 安 打 | 二 塁 打 | 三 塁 打 | 本 塁 打 | 塁 打 | 打 点 | 盗 塁 | 犠 打 | 犠 飛 | 四 球 | 死 球 | 三 振 | 併 殺 打 | 打 率 | 出 塁 率 | 長 打 率 | O P S |
| --------- | --------- | ----- | ----- | ----- | ----- | -------- | -------- | -------- | ----- | ----- | ----- | ----- | ----- | ----- | ----- | ----- | -------- | ----- | -------- | -------- | ----- |
| 2008      | 群馬      | 59    | 152   | 21    | 41    | 5        | 1        | 0        | 48    | 12    | 2     | 6     | 2     | 16    | 0     | 8     | 1        | .270  | .335     | .316     | .651  |
| 2009      | 群馬      | 66    | 170   | 24    | 54    | 6        | 2        | 4        | 76    | 37    | 5     | 5     | 2     | 24    | 2     | 22    | 2        | .318  | .404     | .447     | .851  |
| 2010      | 群馬      | 60    | 160   | 28    | 51    | 15       | 3        | 4        | 84    | 26    | 1     | 4     | 2     | 18    | 1     | 14    | 3        | .319  | .387     | .525     | .912  |
| 2011      | 群馬      | 68    | 226   | 37    | 68    | 15       | 3        | 11       | 122   | 46    | 3     | 0     | 1     | 59    | 4     | 44    | 4        | .301  | .452     | .540     | .992  |
| 2014      | 群馬      | 46    | 68    | 10    | 18    | 3        | 0        | 3        | 33    | 13    | 1     | 3     | 0     | 4     | 0     | 6     | 1        | .265  | .306     | .485     | .791  |
| 通算：5年 | 通算：5年 | 299   | 776   | 120   | 232   | 44       | 9        | 22       | 363   | 134   | 12    | 18    | 7     | 121   | 7     | 94    | 11       | .302  | .403     | .466     | .869  |

- 各年度の太字はリーグ最高

### 背番号
- 29 （2008年 - 2011年、2013年 - 2014年）
- 128 （2012年）

### 登録名
- 廣神 聖哉 （ひろかみ せいや、2008年 - 2009年、2012年、2014年）
- 聖哉 （せいや、2010年 - 2011年）

### 登場曲
- 「ペガサス幻想」MAKE-UP（2012年）